# Perus Kommunistiske Parti
Perus Kommunistiske Parti (spansk: Partido Comunista del Peru), også kendt som Den Lysende Sti (spansk: Sendero Luminoso), er en maoistisk inspireret friheds- eller oprørsbevægelse, der var særlig aktiv i 1980'ernes og 1990'ernes Peru. Organisationen blev grundlagt af filosofiprofessoren Abimael Guzmán, som blev taget til fange i 1992.
Den lysende Sti er fra flere sider blevet kritiseret for organisationens brutalitet, herunder overgreb mod bønder, fagforeningsfolk, politikere og mod civilbefolkningen generelt. Den lysende Sti anses af den peruvianske regering som en terrororganisation. Organisationen er på den amerikanske regerings liste over udenlandske terrororganisationer og på EU's tilsvarende liste over terrororganisationer.